# The Classic
Pour plus de détails, voir Fiche technique et Distribution.
The Classic (hangeul : 클래식 ; RR : Classic, littéralement « Classique ») est un film dramatique sud-coréen écrit et réalisé par Kwak Jae-yong, sorti 2003.
Il a été nommé aux Hong Kong Film Awards 2004 dans la catégorie « meilleur film asiatique ».

## Synopsis
Ji-hae et Soo-kyung sont deux amies qui fréquentent la même université; elles sont amoureuses d'un même homme : Sang-min, qui est dans le club de théâtre dramatique de Soo-kyung. Soo-kyung, plus extravertie que la timide Ji-hae, demande à son amie d'écrire des courriels destinés à Sang-min en son nom. Ji-hae accepte et déverse alors ses propres pensées. Bien que Sang-min soit avec Soo-kyung, son regard n'arrête pas de croiser celui de Ji-hae qui se sent plutôt mal à l'aise. Il n'est pas vraiment attiré par Soo-kyung mais plutôt par Ji-hae. Mais celle-ci se sent mal à l'aise et coupable au sujet des messages. Elle essaye alors d'éviter Sang-min mais par coïncidence ou pas, elle n'arrête pas de tomber sur lui. C'est alors le début d'une magnifique et incroyable rencontre…
Lorsque Ji-hae n'est pas à l'université, elle est chez elle. Alors qu'elle n'était encore qu'un enfant, son père est décédé et sa mère est partie à l'étranger. Elle vit donc seule chez elle dans la solitude. En effectuant du rangement, elle retrouve la précieuse boîte où sa mère (Joo-hee) gardait son journal intime et ses lettres, racontant sa rencontre avec son premier amour (Joon-ha), des années auparavant. Ji-hae ouvre le journal intime et commence à le lire, chez elle et à l'université. Elle découvre alors la merveilleuse histoire d'amour de Joo-hee et Joon-ha...

## Fiche technique
- Titre : The Classic
- Titre original : 클래식 (Classic)
- Réalisation : Kwak Jae-yong
- Scénario : Kwak Jae-yong
- Décors : Song Yun-hoe
- Costumes : Yang Min-hye
- Photographie : Lee Jun-gyu
- Montage : Kim Sang-bum et Kim Jae-bum
- Musique : Jo Yeong-wook
- Production : Lee Jae-soon
- Société de production : Egg Films
- Société de distribution : Cinema Service
- Pays d'origine : Corée du Sud
- Langue originale : coréen
- Format : couleur - 2.35 : 1 - 35 mm
- Genre : drame
- Durée : 127 minutes
- Date de sortie :
  -  Corée du Sud : 30 janvier 2003

## Distribution
- Son Ye-jin : Ji-hye/Joo-hee
- Jo Seung-woo : Joon-ha
- Jo In-sung : Sang-min
- Lee Ki-woo : Tae-soo, l'ami de Joon-ha
- Seo Yeong-hee : Na-hee, l'ami de Joo-hee
- Lee Soo-in : Soo-kyeong, l'ami de Ji-hye
- Im Ye-jin : le commerçant